# Rayachoti
Rayachoti is een plaats in de Indiase staat Andhra Pradesh en hoofdstad van het district Annamayya. 

## Demografie
Volgens de Indiase volkstelling van 2001 wonen er 72196 mensen in Rayachoti, waarvan 51% mannelijk en 49% vrouwelijk is. De plaats heeft een alfabetiseringsgraad van 61%. 